# Caenogastropoda
Super-ordre
Les Caenogastropoda sont un super-ordre (ou suivant les classifications une sous-classe) de mollusques gastéropodes.

## Taxonomie
Selon World Register of Marine Species (17 décembre 2016) :
- ordre Architaenioglossa Haller, 1890
- ordre Littorinimorpha Golikov & Starobogatov, 1975
- ordre Neogastropoda Thiele, 1929

- autres Caenogastropoda encore non assignés (5 super-familles actuelles, 1 super-famille fossile et de nombreuses familles et groupes fossiles)
  - super-famille Abyssochrysoidea Tomlin, 1927
  - super-famille Acteoninoidea Cossmann, 1895
  - super-famille Campaniloidea
  - super-famille Cerithioidea Fleming, 1822
  - super-famille Epitonioidea Berry, 1910 (1812)
  - super-famille Triphoroidea Gray, 1847
  - super-famille †Orthonematoidea
  - super-famille †Soleniscoidea (dont †Soleniscidae)

## Galerie

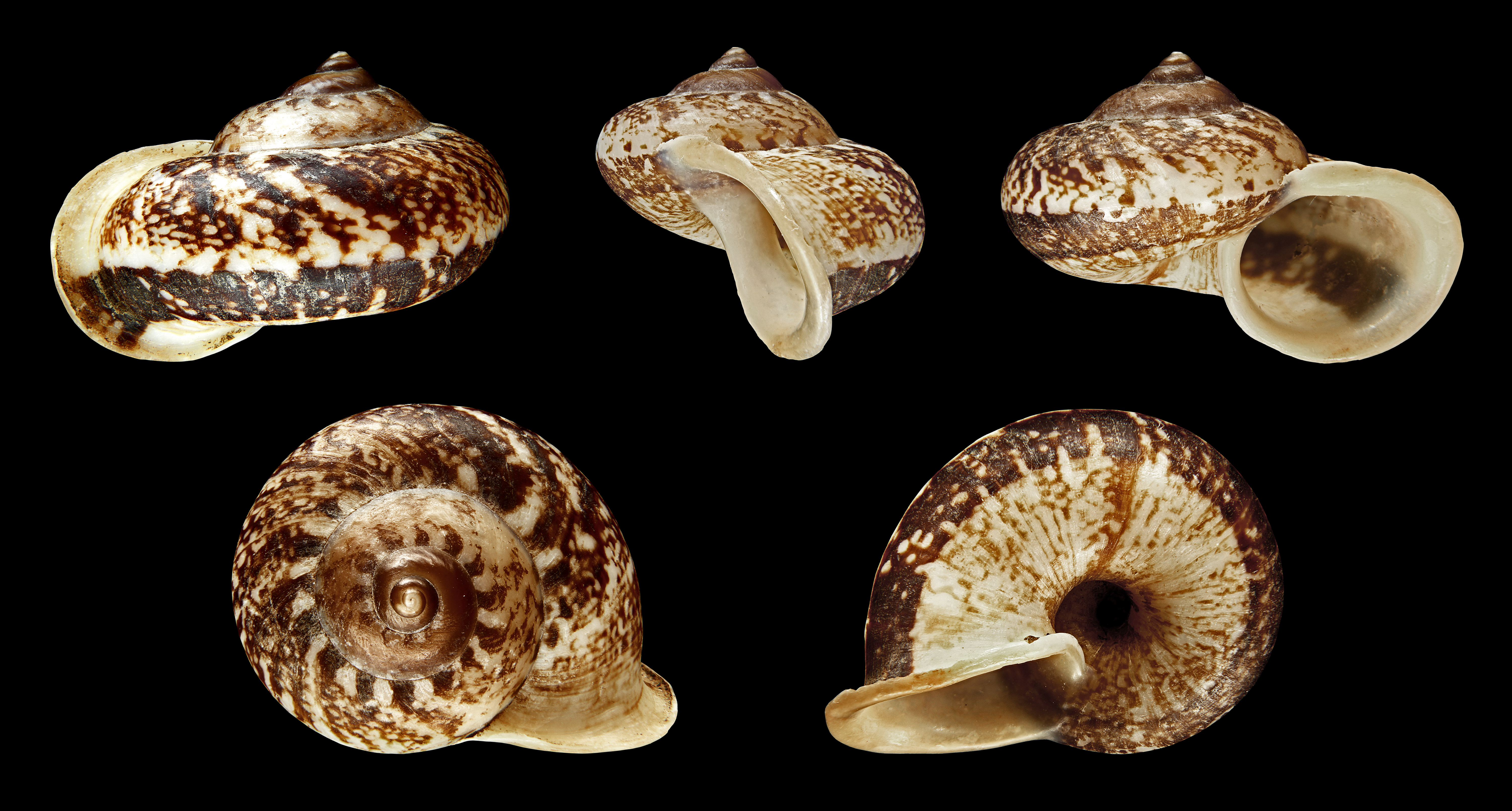
Cyclophorus perdix, un Architaenioglossa
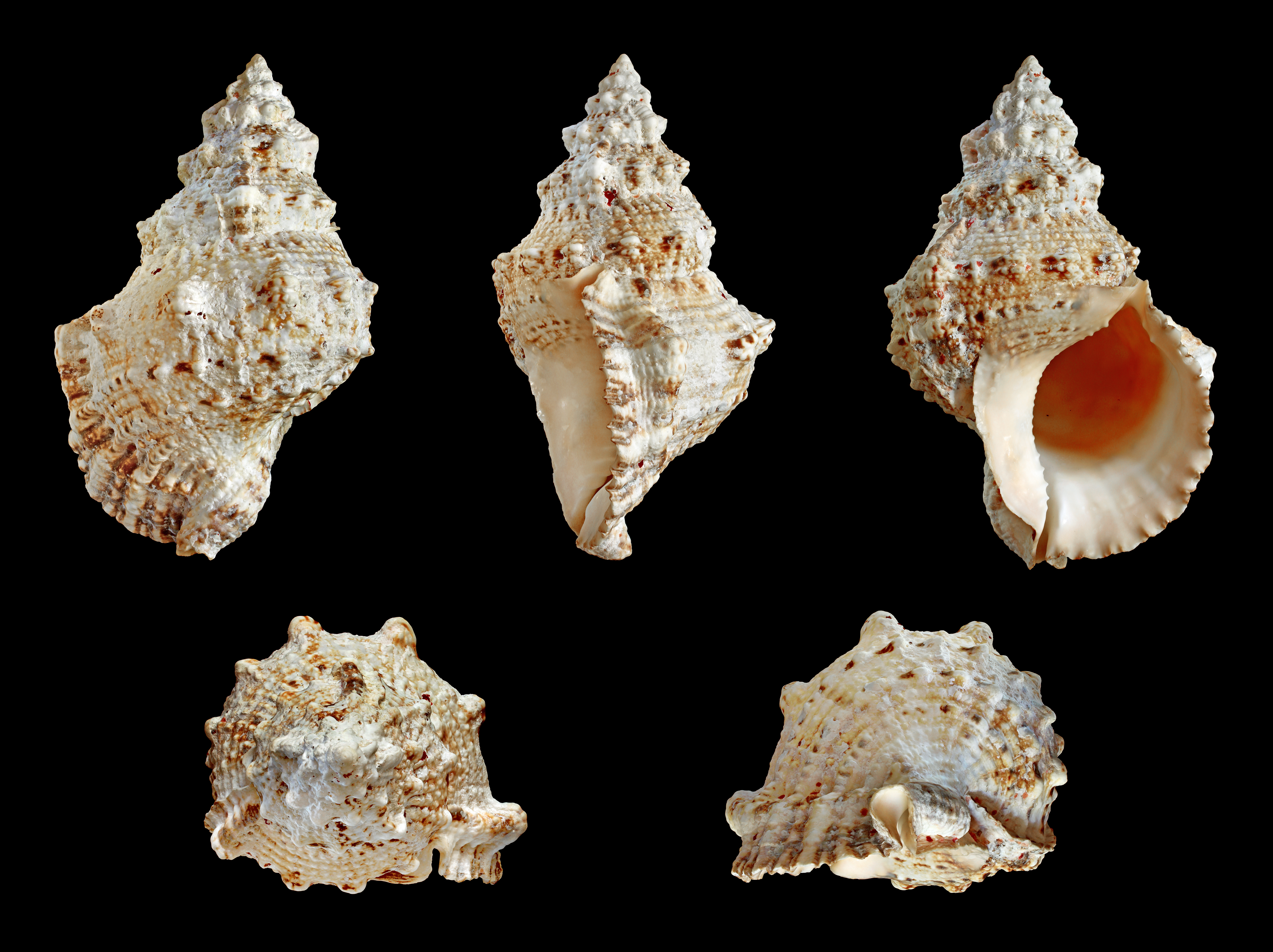
Tutufa bubo, un Littorinimorpha (ou un Neotaenioglossa)
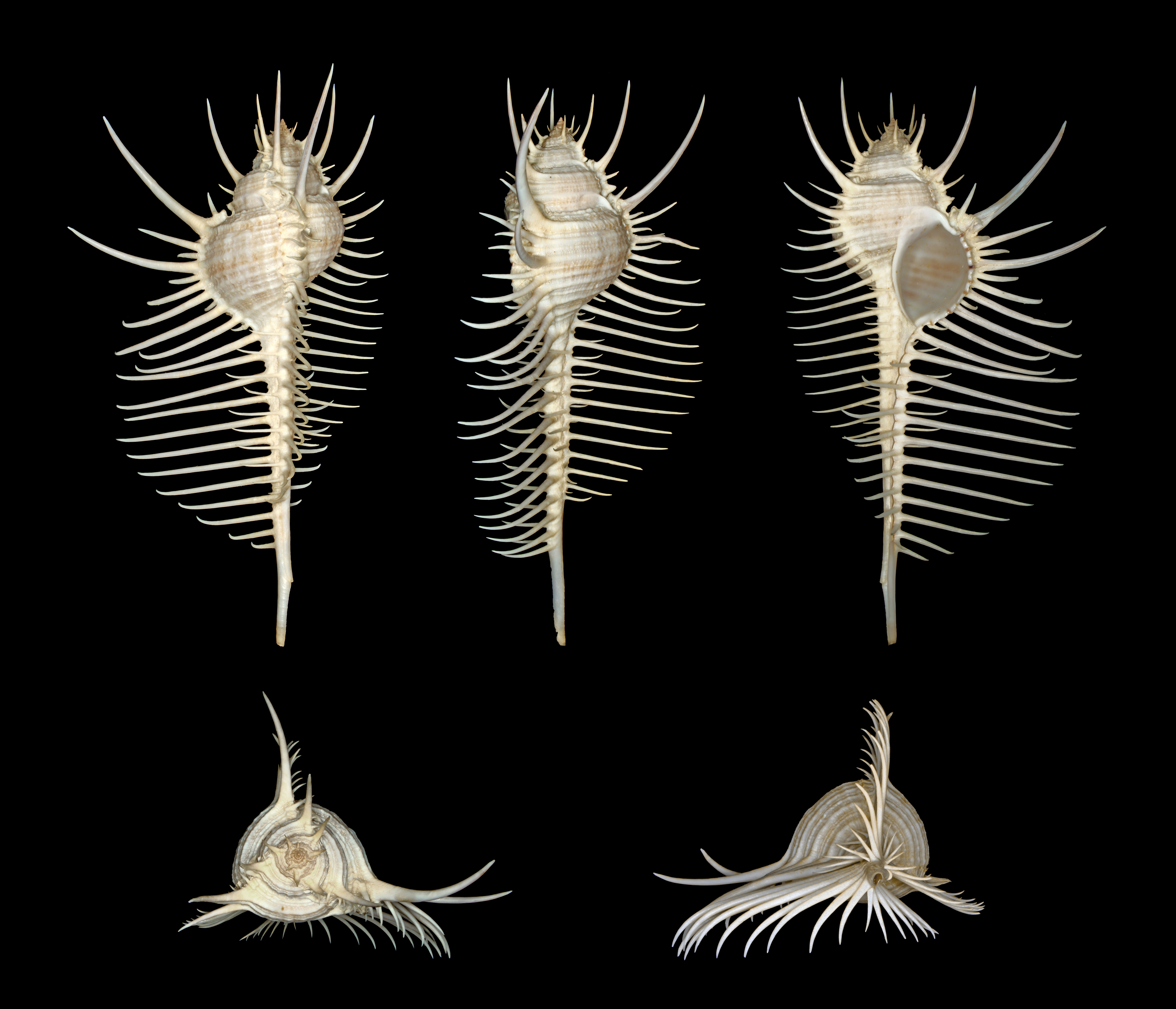
Murex pecten, un Neogastropoda
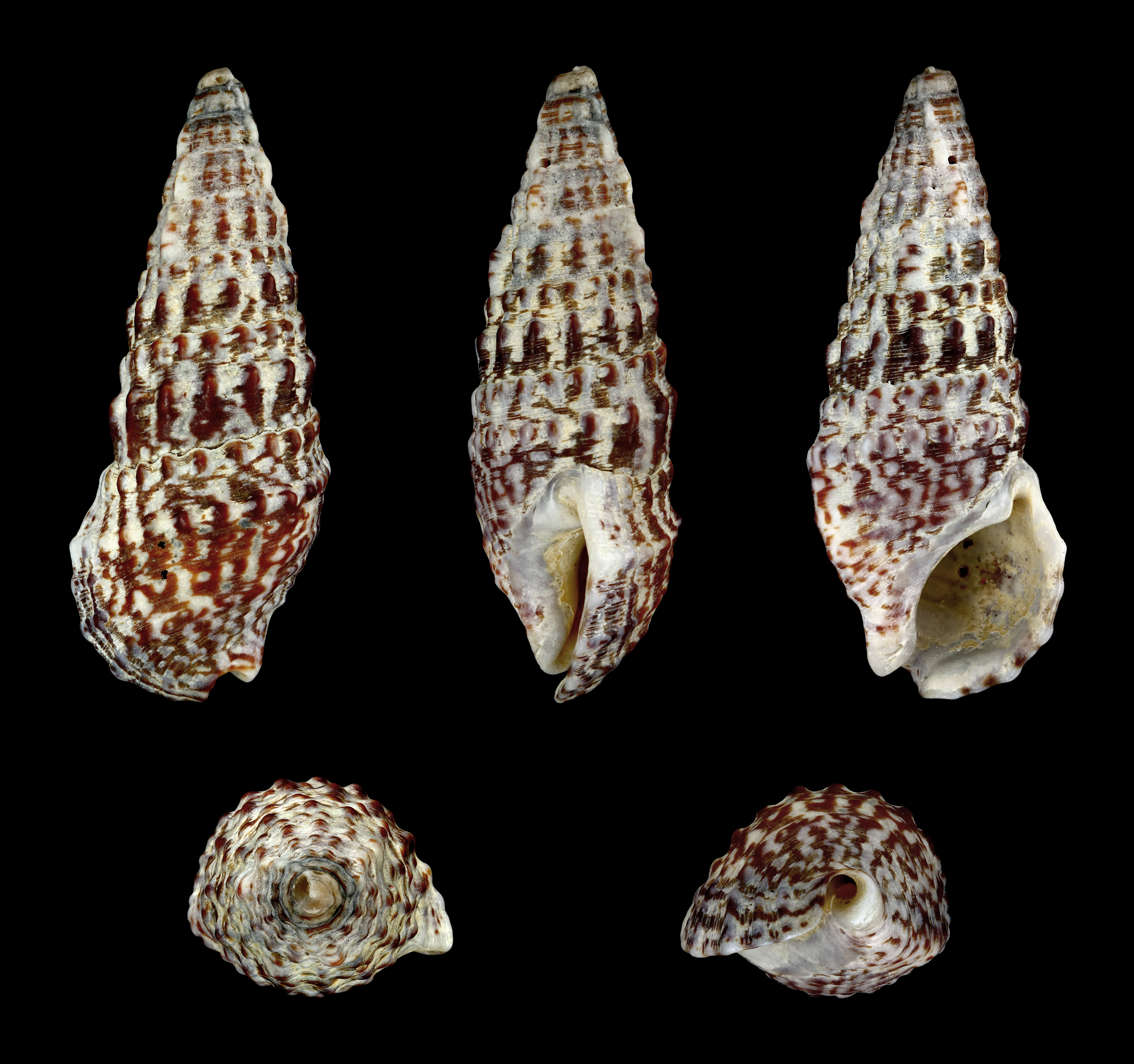
Cerithium vulgatum, un Cerithioidea (exemple de groupe non-assigné)
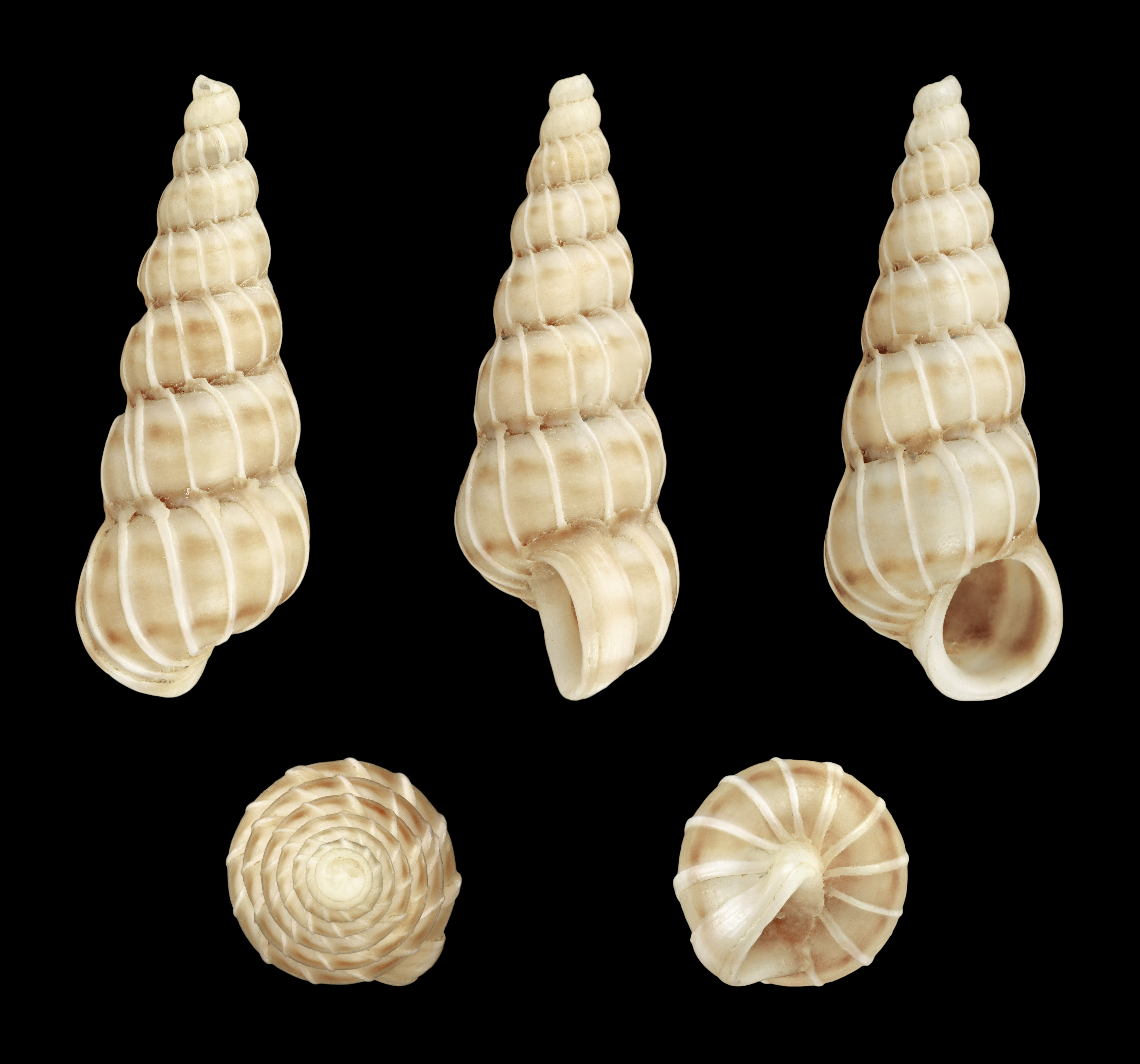
Epitonium turtonis, un Epitonioidea (exemple de groupe non-assigné)
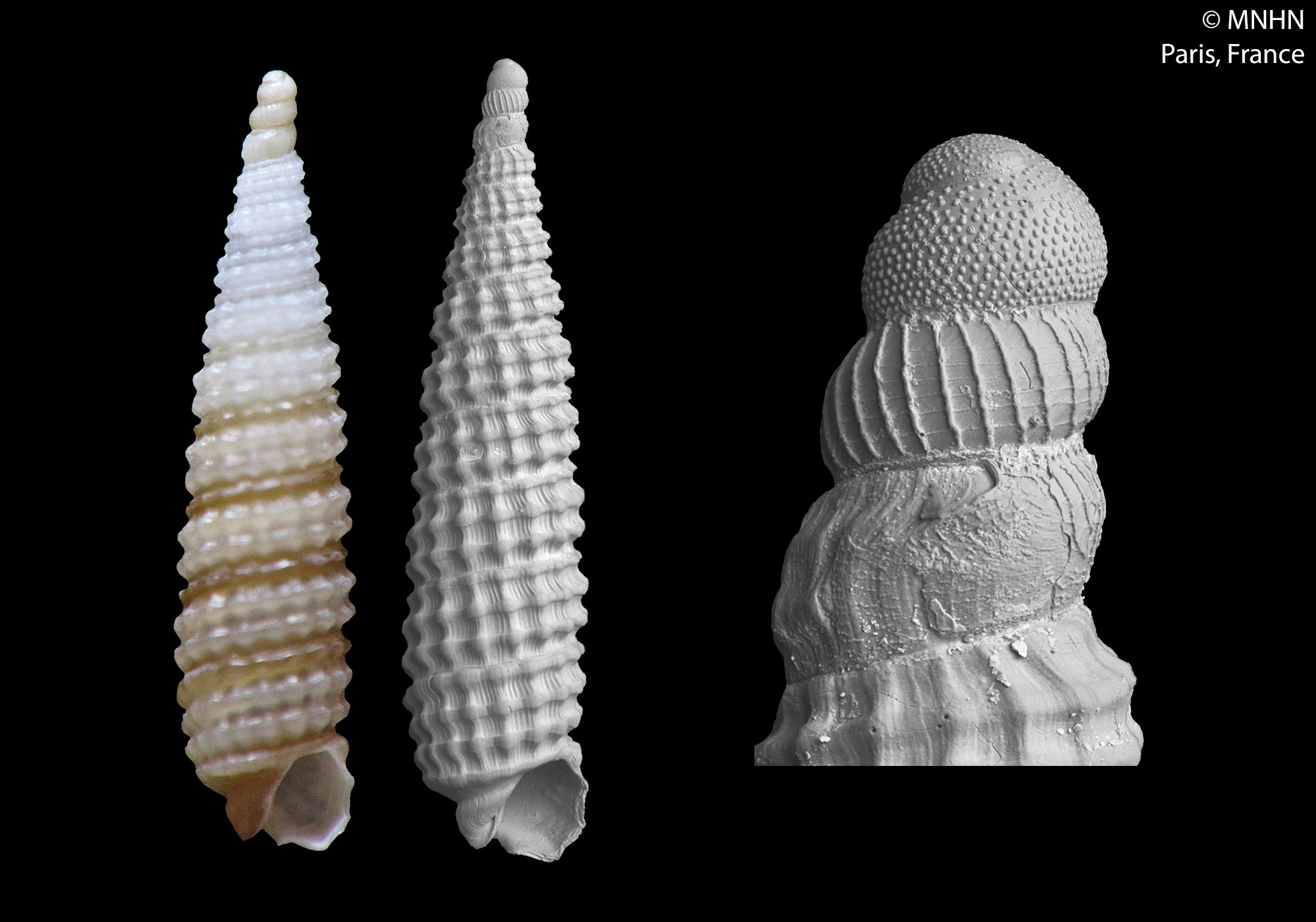
Prolixodens whaaporum, un Triphoroidea (exemple de groupe non-assigné)